# Ларсен, Эмануэль
Карл Фредерик Эмануэль Ларсен (дат. Carl Frederik Emanuel Larsen, 15 сентября 1823, Копенгаген — 24 сентября 1859, Копенгаген) — датский художник-маринист.

## Жизнь и творчество
В январе 1839 поступил в Датскую королевскую академию изящных искусств в Копенгагене, где его учителями были профессора К. В. Экерсберг и Ф. Т. Клосс. В классе Эккерсберга Э. Ларсен специализировался на морской тематике. В 1845 его картину Утро у Зеландского побережья (Morgen ved Sjællands Kyst) приобрёл копенгагенский Государственный музей искусств. Затем в течение нескольких лет Э. Ларсен путешествовал по Европе — совершил морскую поездку на Фарерские острова и в Исландию, посетил Англию, Нидерланды, Бельгию, Париж и средиземноморское побережье Франции (в 1852—1854).
В 1851 ему присуждена премия Нойхаузена за полотно Udsigt fra Langelinie mod Nyholm med Mastekranen. Morgenbelysning. Несмотря на явный интерес к живописи голландской школы маринистов, Ларсен писал в традициях «золотого века датской живописи». Одним из восторженных почитателей произведений Э. Ларсена был известный датский историк и археолог К. Ю. Томсен, писавший, что Э. Ларсен имеет «особый глаз на свежесть и реальность морской жизни».
Скончался вследствие быстротечной болезни.

## Галерея

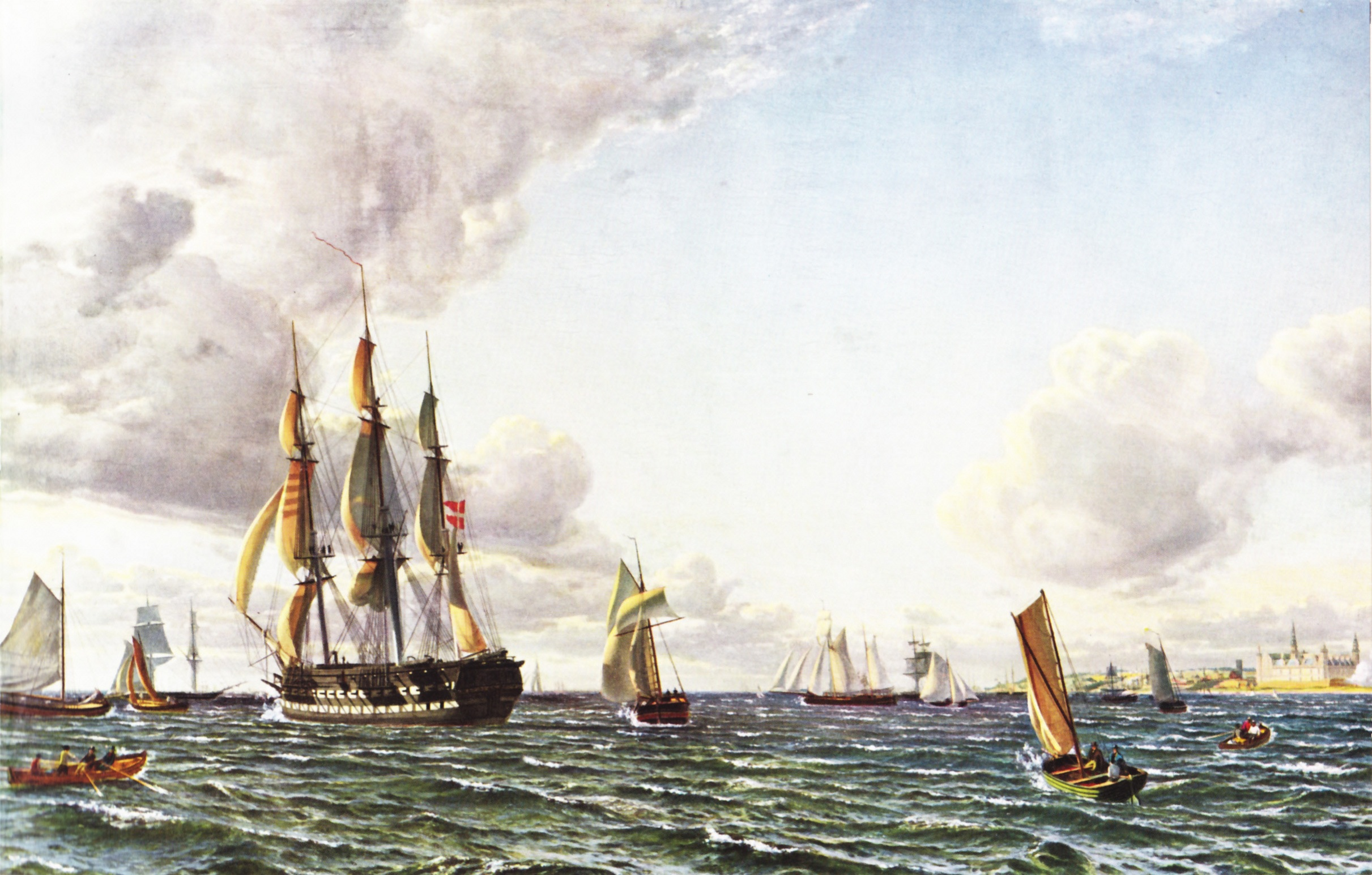
Linieskibet "Valdemar" krydser Sundet ind for en frisk bramsejlskuling (1856)
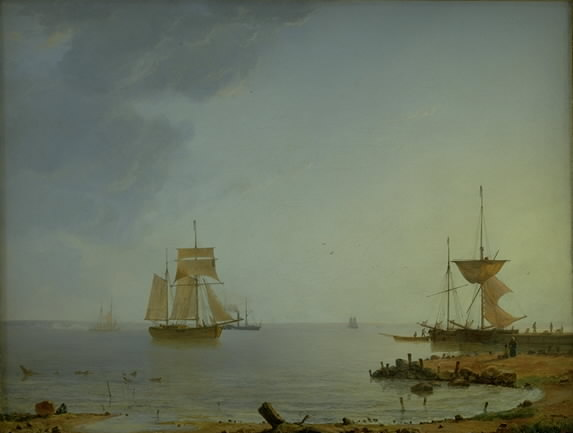
Skibe ved Sjællands kyst Morgen (1845)
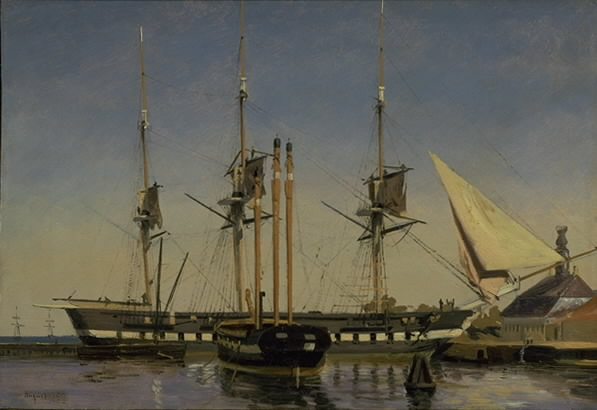
Fregatten "Niels Juel" ved hovedvagten på Nyholm (1857)
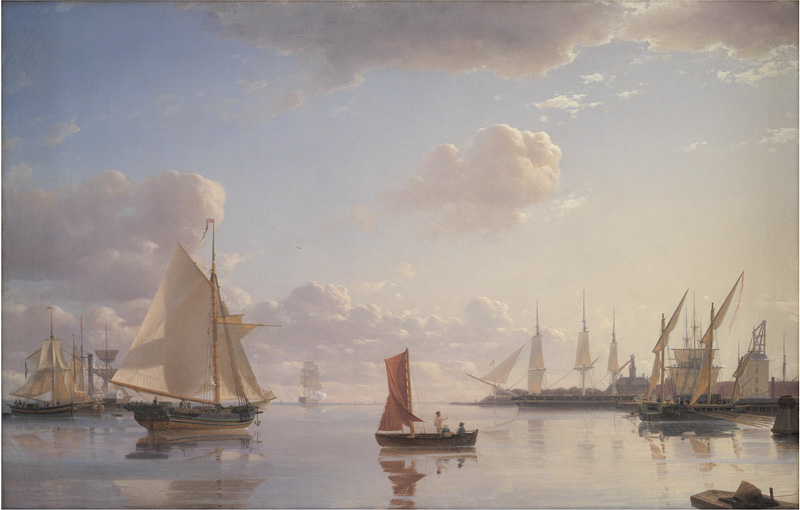
Udsigt fra Langelinie mod Nyholm med Mastekranen Morgenbelysning (1850)
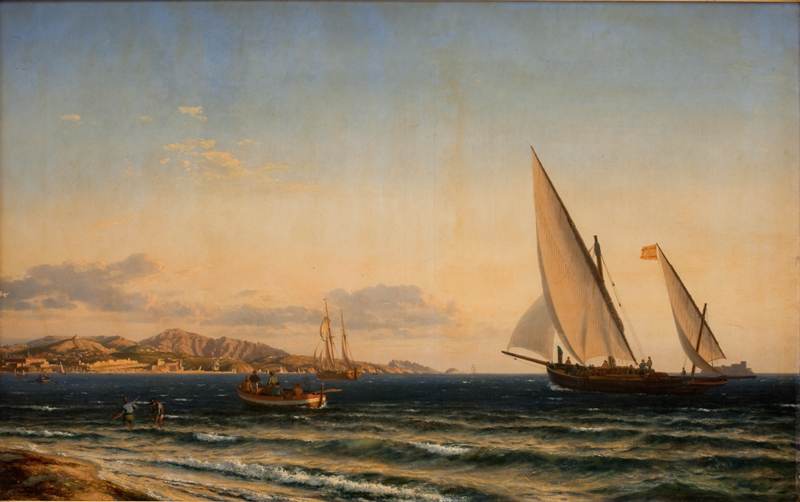
Aften ved Middelhavet. I baggrunden Marseille og øen If (1854)
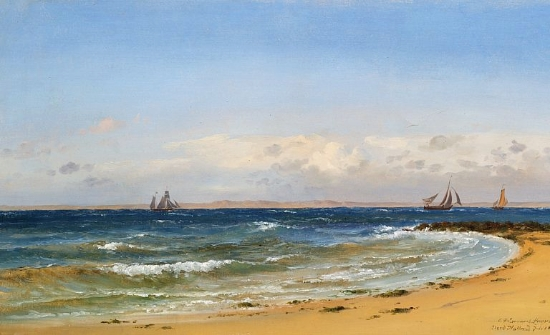
На побережье северной Голландии (1852)
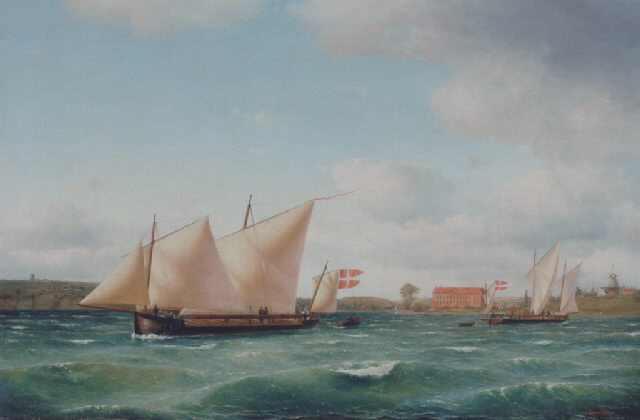
Канонерский корабль в Эресунде, в видом на замок Зондерборг
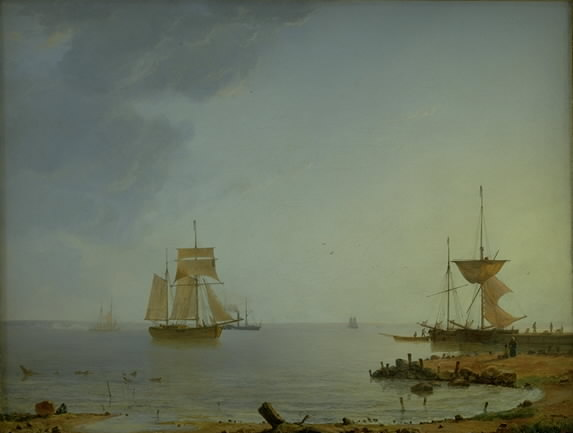
Утро у Зеландского побережья (1845)